# Heinrich Lindenborn
Heinrich Lindenborn (* getauft 27. Juli 1706 in Köln; † 21. Mai 1750 in Bonn) war ein rheinischer Journalist, Satiriker und Kirchenlieddichter.

## Leben

### Köln
Heinrich Lindenborn wurde vermutlich am 25. oder 26. Juli 1706 in Köln als Sohn des Wollwebers Hermann Lindenborn geboren. Er besuchte das Jesuitengymnasium in der Marzellenstraße in Köln und trat im Alter von 17 Jahren in die Philosophische Fakultät der Universität Köln ein und studierte nach Erhalt des Baccalauréats an der juristischen Fakultät, wo er den Grad des Lizentiaten beider Rechte (juris utriusque Licentiatus) erwarb. Obwohl er sich selbst häufiger als Notarius Apostolico-Caesareus bezeichnet, scheint er den Beruf des Notars nicht ausgeübt zu haben.

### Gelegenheitsdichtungen, Satiren, Arbeit als Journalist
Er hielt sich vielmehr als Gelegenheitsdichter mit Auftragswerken über Wasser, etwa für die Feierlichkeiten aus Anlass der Thronbesteigung Karls VII. Von 1738 bis 1742 war er Redakteur der vom Verleger und Buchdrucker Balthasar Wilms gegründeten Wochenzeitung Eilfertiger Welt- und Staats-Bothe, deren erste Ausgabe am 29. Oktober 1738 erschien. Seine spitze satirische Feder brachte ihn häufig in Konflikt mit der Obrigkeit. Von 1740 bis 1742 gab er in wöchentlicher Folge sein satirisches Hauptwerk „Der die Welt beleuchtende Cöllnische Diogenes“ heraus, das in allegorischer Form aktuelle Ereignisse karikierte und ihm ebenfalls einige Verleumdungsklagen einbrachte. 1743 knüpfte er an den „Cöllnischen Diogenes“ mit der Reihe Des Diogenes seltsame Erscheinungen in dem Reiche der Narren an, die insgesamt 17 mal erschien. 1746 berief ihn der Düsseldorfer Magistrat, die Inschriften für die Ausschmückung der Stadt aus Anlass des festlichen Einzugs des Kurfürsten Karl Theodor, des Herzogs von Jülich, Kleve und Berg, am 15. Oktober 1746 zu entwerfen. Die ihm aufgrund der gelungenen Ausführung dieser Aufgabe angebotene Stelle als kurfürstlicher Sekretär lehnte er ab.

### Kirchenlieder

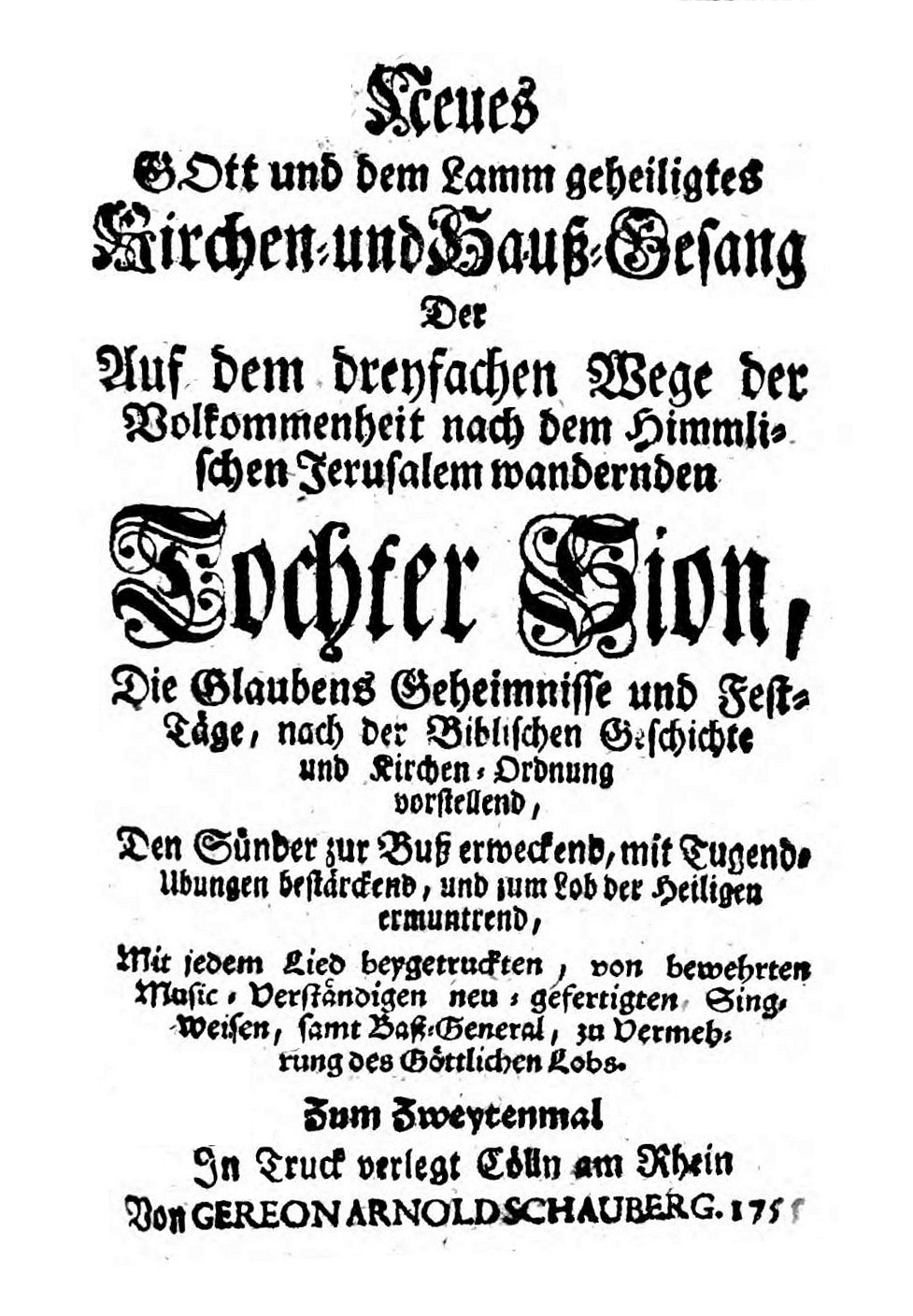
Titelblatt der Tochter Sion, 2. Auflage 1755

1741 veröffentlichte er sein in der Folgezeit einflussreiches Kirchengesangbuch Tochter Sion, das vor allem dem damals im Rheinland gebräuchlichen Geistlichen Psälterlein der Jesuiten Konkurrenz machen sollte. Während die Liedtexte alle aus Lindenborns eigener Feder stammen, engagierte er für die Vertonung verschiedene Komponisten. Das Werk erlebte mehrere Auflagen (s. unten Werke), und einige seiner Lieder wurden in andere Gesangbücher übernommen. Im Gotteslob finden sich noch die auf die Tochter Sion zurückgehenden Melodien Komm, Schöpfer, Geist (Nr. 351, mit einem Text von Heinrich Bone, 1847) und Erde, singe (Nr. 411, mit einem Text von Johannes von Geissel).
Einige seiner Texte fanden ihren Weg auch in englischsprachige Gesangbücher, z. B. Cedant justi signa luctus als Nr. 501 Far be sorrow, tears, and sighing und Almum flamen, vita mundi als Nr. 507 'Bounteous Spirit, ever shedding' im anglikanischen Gesangbuch Hymns Ancient and Modern.

### Bonner Jahre
1748 siedelte Lindenborn mit seiner Familie nach Bonn über und trat in Kontakt mit dem Kurfürsten und Erzbischof Clemens August. In dessen Auftrag übersetzte er das Opernlibretto Artaxerxes des Italieners Pietro Metastasio für eine Vertonung durch den Kapellmeister Francesco Zoppis ins Deutsche. 1748 oder 1749 gab er wieder ein satirisches Werk heraus, Morpheana oder Traum-Gesichter In dem Reiche der Thieren, das insgesamt 14 Nummern erlebte und dann unvermittelt abbrach. Der dritte Akt der darin abgedruckten Komödie Ulysses auf Monte Circello, Comedietta in drey Handlungen fehlt. Sowohl hier als auch im Diogenes ließ Lindenborn ripuarischsprechende Charaktere auftreten, was sein Werk für die Erforschung der älteren Stufen des Ripuarischen interessant macht. 1749 erkrankte Lindenborn an Tuberkulose. Seine letzte satirische Wochenzeitung war die Zwey und funfzig Nächte der traumenden Sterblichkeit, von der 12 Nummern erschienen. Er starb am 21. Mai 1750. Die Lindenbornstraße in Köln ist nach ihm benannt.

## Werke
- 1740/1741. Der die Welt beleuchtende cöllnische Diogenes. Cölln, bey Gereon Arnold Schauberg. (2. Aufl. 1742)
- 1741. Neues Gott und dem Lamm geheiligtes Kirchen- und Hauß-Gesang [Kirchen- und Haus-Gesang] der auf dem dreyfachen Wege der Vollkommenheit nach dem himmlischen Jerusalem wandernden Tochter Sion. - Zum erstenmal in Truck verlegt. Cölln a. Rh. : Schauberg. (weitere Auflagen: 1755, 68, 71, 78, 81, 90. 1800: Lindenborn, Heinrich. Auszug geistlicher Lieder aus der Tochter Sion zum Gebrauch beim katholischen Gottesdienste. [Krefeld].)
- 1742. Die Von dem Himmel beglückte Teutsche Treu In dem Allerdurchleuchtigsten, Großmächtigsten, und unüberwindlichsten Fürsten und Herrn, Herrn Carl dem Siebenten, Römischen Käyser etc. etc. etc. Bey der In der Freyen Reichs-Statt Cölln am Rhein Am 27ten und 28ten Augusti 1742. begangener Huldigungs-Feierlichkeit In einem Zahlreichen Music-Chor vorgestellet. Verfasset in J. A. C. H. Lindeborne. S.l.
- 1743. Des Diogenes seltsame Erscheinungen im Reiche der Narren. Cölln : Wilms. Ab Erscheinung 8 im Verl. Lindeborne, Cölln erschienen. Erschienen: Erscheinung 1–17 (Digitalisat der Universitäts- und Stadtbibliothek Köln).
- 1747. Die in einer ausserordentlichen Beleuchtung brennende Liebe und Ehrfurcht Als unsre Sonn, die sich so lang schien zu verbergen, Durch ihre Gegenwart bestrahlt das Haubt der Bergen, Das ist: Als ... Carl Theodor Pfalz-Graf bey Rhein ... Mit der ... Frauen Gemahlinne, Fr. Maria Elisabeth Augusta, ... Hrn. Friderich, Pfaltz-Grafen bey Rhein ... Und ... Frauen Gemahlinne Fr. Francisca Dorothea ... Durch Höchst-Deroselben den 15. Octobris 1746. beglückte Ankunft Die Haupt- und Residentz-Stadt Düsseldorff Erfreueten Durch selbiger Haupt- und Residentz-Stadt unterthänigsten Magistrat, wie auch sämbtliche getreuiste Bürgerschaft vorgestellet, Und Auf Anordnung gemelten Magistrats, nach vorhergangener Sammlung der ... Ehren-Pforten, wie auch sonst ... angebrachten Sinn-Bilderen und Beyschriften zum Truck gebracht. [Düsseldorf] : Getruckt bey Tilmann Libor. Stahl, Churfürstl. Hof-Buchtrucker (Digitalisat der Universitäts- und Landesbibliothek Düsseldorf).
- 1748. Morpheana Oder Traum-Gesichter In dem Reiche der Thieren Nach der Ordnung Aesopi, Worin Die lächerliche Eigenschaften und Thorheiten der Welt gleichsam abgespiegelt werden, Aufdaß ein jeder an seiner hier und da vielleicht erblickten Copey Das Original Erkennen, betrachten und besseren könne. Bonn : Bey Bernard Hilbertz nächst den Capucinessen.
- 1748. Metastasio, Pietro. Artaxerxes. Aus dem Welschen in das Teutsche übers. v. J. A. C. H. Lindeborne. Bonn : S. Hilbertz.
- 1749. Zwey und funfzig [Zweiundfünfzig] Nächte der traumenden Sterblichkeit. Bonn  : Ehl.